# Kensington Technology Group
Kensington Technology Group – producent antykradzieżowych zabezpieczeń do laptopów i sprzętu komputerowego, a także akcesoriów do notebooków. Firma Kensington została założona w 1981 roku z chwilą wynalezienia System Savera – urządzenia zapewniającego chłodzenie komputera za pomocą wentylatora jak również ochronę antyprzepięciową. Produkt ten stał się bestsellerem sprzedażowym w zakresie urządzeń peryferyjnych dla komputerów Apple II. Główna siedziba firmy mieści się w Redwood Shores w Kalifornii, USA.
Wśród licznych wynalazków firmy znajduje się Kensington Lock, czyli gniazdo do montowania linki zabezpieczającej typu MicroSaver. Dzięki niej możliwa jest ochrona cennego sprzętu przed kradzieżą, co również może uchronić przed utratą danych. Pełna oferta firmy składa się z następujących linii produktowych: 
- Secure it – zamki i zabezpieczenia
- Carry it – torby i plecaki do notebooków
- Control it – myszy i trackballe
- Connect it – koncentratory i stacje dokujące
- Play it – kategoria przeznaczona do odtwarzaczy MP3 i iPod
- Power it – systemy zasilania laptopów, telefonów komórkowych i innych urządzeń
- Optimise it – produkty ergonomiczne.